# Дочь мадам Анго
Дочь мадам Анго (фр. La fille de Madame Angot, 1872) — самая знаменитая комическая опера Шарля Лекока. По водевилю «Мадам Анго» Антуана-Франсуа Эва. Авторы либретто: Луи Клервиль, Поль Сироден и Виктор Конен.
В опере рассказывается о молодой парижанке Клеретт, помолвленной с одним человеком, но влюблённой в другого и желающей избежать ненавистного брака.
В отличие от более рискованных французских комических опер той эпохи, сюжет «Дочери мадам Анго» оказался пригодным для экспорта в более консервативные континентальные страны без необходимости переписывать текст. Это обстоятельство сделало оперетту одной из самых популярных в Европе. В последние три десятилетия XIX века она держала первенство в европейских театрах. Сейчас она ставится редко, но интерес к ней не затухает.

## История создания
Во времена Второй Империи королём оперетты считался Оффенбах. Его основным соперником был Лекок. Однако во время франко-прусской войны Оффенбах подвергся травле за немецкое происхождение. После поражения Франции газетчики обвинили Оффенбаха в подрыве французского национального духа. Оффенбах был вынужден бросить Францию и уехать на гастроли в США. Место национального композитора занял француз Лекок, однако ему пришлось бороться за успех.
Чтобы повысить интерес к своему новому произведению, Лекок избрал местом и временем действия революционную Францию. Более того, одной из главных героинь была сделана мадам Анго, рыботорговка — персонаж революционного французского театра времён Директории. Это женщина из народа, грубая и не слишком разборчивая в средствах, но очень хитрая, обладающая чувством юмора и шармом.
Логично было бы сделать именно мадам Анго главной героиней. Однако она впервые появилась на сцене в спектакле по пьесе Ф.-А. Эва 1796 года, а действие пьесы отнесено к 1872 году, так что мадам должна быть уже старухой. Кроме того, некоторые её черты — грубость, наглость и т. п. — могли оттолкнуть зрителя новой эпохи. Поэтому образ был изменён: главной героиней стала дочь мадам, Клеретта Анго, более культурная и скромная девушка, способная, однако, на решительные поступки.
Кроме того, в произведении использованы реальные исторические лица времён революции: поэт Анж Питу (Louis Ange Pitou; 1767—1846), виконт Поль Баррас (1755—1829) — руководитель Директории в 1795—1799 гг., его любовница актриса Анна Ланж (Anne-Françoise-Elisabeth Lange; 1772—1825) и др. Их роли никак не связаны с реальной историей Франции.

## Акт I
Действие происходит в Париже в 1794 году. Террор закончился, но Париж остаётся опасным местом для диссидентов.
Клеретта Анго — торговка цветами, сирота (мадам Анго умерла, когда девочке было три года). Её удочерила корпорация рыночных торговок, помнящих мадам. Клеретта закончила женский пансионат, хорошо воспитана и красива. Рынок намерен выдать её замуж за парикмахера Помпоне, которого считают отличной партией. Девушка не хочет замуж, но не может противиться людям, которые её кормили, дали образование и всячески заботились.
Действие начинается на рыночной площади возле домика Клеретты. Хор приветствует Клеретту и Помпоне, которые сегодня должны обвенчаться.
Вдруг начинаются пересуды. В муниципалитет пришло анонимное письмо. В нём говорится, что Клеретта вовсе не дочь своих родителей. Жених, однако, не взволнован, он любит невесту и ему всё равно, кто её родители.
Публика расходится. На площади появляется поэт Анж Питу и поёт арию «Я был влюблен в мою Клеретту».
Анж Питу известен своими острыми политическими сатирами. Питу уже несколько раз попадал в тюрьму и вряд ли может служить хорошей партией. Однако Клеретта влюблена в него, а не в парикмахера. Она тайно встречается с ним и ищет способ избежать ненавистного брака. Именно она анонимно послала клеветническое письмо в ратушу, рассчитывая расстроить брак.
На площади в сопровождении Лушара появляется банкир Лариводьер. Он прослышал, что Питу сочинил песню о том, что любовница главы Директории Барраса, актриса Ланж, изменяет своему любовнику с Лариводьером. Банкир предлагает деньги, чтобы поэт изменил имя. Торг доходит до 30 000 франков. Поэт мучается: ведь эти деньги позволили бы ему избавиться от нищеты и жениться на Клеретте. Однако он отвергает соблазн. Лариводьер в гневе удаляется, а площадь заполняют горожане. Они просят поэта исполнить новую песню. Тот отказывается: ведь за исполнение его снова посадят в тюрьму. Однако Клеретта видит в песне способ попасть в тюрьму и избежать брака. Она исполняет песню с припевом: «Баррас — король, Ланж — его королева, не за это мы боролись, нужно сменить такое правительство».
Полицейские арестовывают Клеретту и хотят отвести в тюрьму. Парикмахер пытается выгородить её, взяв на себя авторство песни, но Клеретта всё же идёт в тюрьму.

## Акт II
Действие начинается в салоне актрисы Ланж, фаворитки Барраса. Через своего покровителя она может решить любое дело. Ланж эгоистична, её интересуют только деньги и власть.
Гости салона обсуждают скандальное пение на площади. Лариводьер сообщает любовнице, что сегодня ночью здесь, в её особняке, соберутся заговорщики, сторонники короля. Это может плохо кончиться, так как власти в курсе и намерены схватить заговорщиков. Ланж исполняет воинственную арию «Пусть солдат Ожеро все боятся!»
Появляется парикмахер Ланж, Помпоне. Он падает на колени и просит спасти его невесту от тюрьмы. По его словам, Клеретта не столь уж виновна: она не сочиняла оскорбительной песенки, а просто нашла на улице листок с текстом. Помпоне обещает Ланж достать этот листок и убегает.
Ланж решает сама разобраться в этом деле. Она требует привести к себе Клеретту. Когда её приводят, Ланж узнаёт в ней подругу по женскому пансиону. Клеретта тоже удивлена: оказывается, Ланж — это её любимая подруга Генриетта. Клеретта объясняет ей, что не хотела её обидеть. Её целью было попасть в тюрьму, чтобы избежать свадьбы! Ланж успокаивает Клеретту — она не выйдет за Помпоне! В дуэте «Юные грезы дней счастливых» подруги вспоминают прежние годы.
Появляются Лушар и Питу. Ланж прячет Клеретту в своём кабинете. Она принимает Лушара и приказывает ему арестовать не Клеретту, а парикмахера. Тем самым она решает вопрос с замужеством подруги.
Потом она принимает Питу. Она хочет, чтобы тот больше не писал про неё оскорбительных песен. Она играет с ним, очаровывает его. Ветреный поэт подпадает под чары опытной женщины.
Появляются заговорщики. Они не успевают начать собрание, как появляется Клеретта и говорит, что дом окружён военными. Ланж, понимая, что её могут принять за сочувствующую заговору, решает обмануть военных, сымитировав свадебное торжество. Роль жениха и невесты исполняют Клеретта и Питу, заговорщики выдают себя за приглашённых гостей.
Входят военные. Ланж приглашает их присоединиться к празднику. Все танцуют, поют и веселятся.

## Акт III
Снова рыночная площадь. Клеретта идёт к своему домику. Она в ярости: на балу она убедилась, что Питу увлечён не ей, а блестящей Ланж. Она хочет отомстить и заодно проверить свои подозрения.
Она написала три письма: Питу от имени Ланж и Ланж от имени Питу с приглашением на свидание сюда, на эту площадь, и Лариводьеру от своего собственного имени с сообщением, что его возлюбленная будет здесь на свидании с другим. Сама она скрывается в домике, чтобы наблюдать за событиями.
Переодетый в лохмотья, входит Лариводьер. Он думает об измене Ланж и взбешён. С другой стороны вбегает Помпоне в изодранной и перепачканной одежде. Он бежал из тюрьмы и вне себя от горя, поскольку думает, что его невеста томится в заключении.
Помпоне и Лариводьер сталкиваются в темноте, пугаются и стараются запугать друг друга. Исполняется комический дуэт «Да, я громила и убийца». Наконец Помпоне узнает Лариводьера, и недоразумение разъясняется.
Под покровом темноты появляется Клеретта и подслушивает разговор. Лариводьер говорит Помпоне, что в тюрьму его засадила невеста. Парикмахер горячо заступается за девушку. Клеретта не выдерживает и вступает в разговор. Она признаёт свою вину перед Помпоне. «Его я раньше предпочла как товарища и друга» — в своей арии Клеретта объясняет происшедшее и говорит, что хочет знать правду о Питу. «Чтоб распутать эти тайны, под покровом темноты собрались мы не случайно», — поют все трое.
Появляется Питу, а вслед за ним Ланж. Тут же выясняется недоразумение: каждый из них думал, что приглашен другим. Питу читает полученную им записку с подписью Ланж. Ланж понимает, что это ловушка и надо бежать. Питу удерживает её и объясняется в любви.
Сбегается народ, начинается большой финальный ансамбль. Клеретта обрушивается на актрису, та не остаётся в долгу. «Оскорбленный, возмущенный, я от злобы весь дрожу»,— вступает Лариводьер. Но Клеретта мирится с Ланж и прогоняет Лариводьера, угрожая ему раскрытием заговора.
Девушка горько сожалеет о том, что дурачила верного и благородного Помпоне ради легкомысленного поэта. Теперь Помпоне имеет право оттолкнуть её. Но парикмахер счастлив: Клеретта, достойная дочь мадам Анго, станет его женой.
Не у дел остаётся только поэт Анж Питу. Однако он не унывает. Он вспоминает покойную мадам Анго и её бурную личную жизнь, и выражает надежду, что Клеретта будет не более добродетельной, чем её легендарная мать — а значит, у него остаётся шанс на её объятья.

## Действующие лица
| Партия                                                      | Голос         | Премьера, 4 декабря 1872 года |
| ----------------------------------------------------------- | ------------- | ----------------------------- |
| Мадемуазель Ланж, актриса и фаворитка Барра                 | меццо-сопрано | Marie Desclauzas              |
| Клэретт Анго, невеста Помпоне                               | сопрано       | Pauline Luigini               |
| Помпоне, парикмахер, личный парикмахер Ланж и жених Каэретт | тенор         | Alfred Jolly                  |
| Анж Питу, поэт, влюбленный в Клеретту                       | тенор         | Mario Widmer                  |
| Ларивадьер, друг Барраса                                    | баритон       | Charlieu/Chambéry             |
| Лушар, офицер полиции                                       | бас           | Jacques Ernotte               |
| Амаранте, торговка с рынка                                  | меццо-сопрано | Jane Delorme                  |

## Постановки и реакция критики
Оперетта была принята восторженно. По общему мнению, «Дочь мадам Анго» была самым успешным франкоязычным произведением за последние тридцать лет XIX века.
В течение пятидесяти лет после премьеры «Дочь мадам Анго» постоянно ставилась в Париже в разных интерпретациях. Среди выдающихся можно называть постановку в «Эдем-Театре» (1888), «Театре де Варье» (1889) и «Театре де-ла-Гете» (1898). Произведение вошло в репертуар Opéra Comique в сезоне 1918—1919 гг.
Гумберт успешно перенес оперетту в Лондон в мае 1873 года, после чего руководство театра поспешило вложиться в английские перевод пьесы. Три разных постановки сыграли в Лондоне в 1873 году, ещё три в следующем году и пять в 1875 году.
В Нью-Йорке, как и в Лондоне, первая премьера (август 1873 г.) была представлена в оригинале французской труппой. Английская версия последовала в течение нескольких недель. Другой французский спектакль был поставлен в 1879 году.
После окончания Второй мировой войны популярность пьесы упала, зато появилась популярная балетная версия. Первая версия балета под названием «Мадемуазель Анго» была поставлена в Нью-Йорке в 1943 году. Музыка Лекока была аранжирована Эфремом Курцем и Рихардом Мохауптом. Сюжет балета очень близок сюжету оперы.
В 1984 года оригинальный спектакль был возрождён в Париже в Театре Шатле.